# Léopoldine Douala Bell Smith
Pour les articles homonymes, voir Douala (homonymie), Bell et Smith.
Léopoldine Douala-Bell Smith, née en 1939 à Douala au Cameroun, et morte le 9 mai 2023, est une hôtesse de l'air camerounaise. Elle est la première hôtesse de l'air noire au monde.

## Biographie
Léopoldine Douala-Bell Smith est née au Cameroun en 1939, et est une princesse de la famille royale Douala au Cameroun, petite-fille du roi Rudolf Douala Manga Bell, pendu en 1914 pour ses convictions politiques. Elle a pris son premier vol comme un agent de bord (avec l'Union aéromaritime de transport) en 1957. En 1960, elle a été invitée à passer à Air Afrique ; elle était alors la seule personne africaine qualifiée dans l'aviation française, et est ainsi devenu le premier employé embauché par Air Afrique. Elle est devenue peu après premier chef de cabine d'Air Afrique. Elle a volé pendant douze ans.
En raison de la couleur de sa peau, certains passagers blancs la traitaient avec dédain mais les passagers à la peau sombre accueillaient souvent très bien sa présence. Elle a été aussi victime de harcèlements sexuels fréquents.
Elle meurt en mai 2023.

## Distinctions
Elle a été honorée lors de la célébration du 40e anniversaire des agents de bord noirs de l'Amérique.